# Zedd
Anton Igorevics Zaszlavszkij (orosz nyelven: Анто́н И́горевич Засла́вский, Szaratov, 1989. szeptember 2. –), művésznevén Zedd orosz származású német DJ, zenész és producer.

## Kezdetek
Kaiserslauternben nőtt fel, mivel négyéves korában a családja Németországba költözött. Klasszikusan képzett zenész, szülei is ezen a téren tevékenykednek: édesapja  Igor Zaszlavszkij gitáros és tanár, édesanyja zongoratanár. Négyévesen kezdett el zongorán játszani, majd 12 évesen dobolni. Bátyja Arkadij, öccse Daniel. 2002-ben a német Dioramic nevezetű deathcore együttesben kezdett el játszani. Az elektronikus zene iránti figyelmét a † keltette fel, amit a Justice nevű francia duó produkált.

## Pályafutása

### 2010–2011: A kezdetek
Miután 2010-ben elhagyta a Dioramicet, megnyert két Beatport remix versenyt is. Legelső eredeti szerzeménye, a The Anthem a Beatport Electro house chart top 20-as listájára is felkerült.
Skrillex Scary Monsters and Nice Sprites című dalából készített feldolgozása is felkerült erre a listára, a 2. helyen debütált. Ezután olyan előadók dalaiból készített remixet, mint Lady Gaga, Justin Bieber és a The Black Eyed Peas. Zenéit a Cubase alkalmazásokkal készíti, és olyan plig-ineket használ, mint a Sylenth1, Nexus, SynthMaster 2.6, és az Omnisphere szintetizátor.
Lady Gaga Born This Way című számából készített remixe felkerült az énekesnő harmadik albumának speciális kiadására.

### 2012–2014: Clarity
2012-ben leszerződött az Interscope Recordshoz, és megjelent első kislemeze, a Spectrum Matthew Koma közreműködésével. Ő volt a producere és a társszerzője a Beauty and a Beat című számnak, amely Justin Bieber harmadik albumán, a Believe-en kapott helyet.
2012. október 12-én megjelent debütáló albuma, a Clarity. Az album harmadik kislemeze, a Clarity 2013 februárjában jelent meg, és nem elég, hogy a Top 10-be került a Billboard Hot 100-as listáján, de még 2 238 000 példány kelt el belőle és platina minősítést is kapott, ezzel ez lett Zedd legsikeresebb kislemeze. Augusztustól decemberig a Moment of Clarity világ körüli turnéján koncertezett, ami öt kontinenst érintett.
2013. szeptember 10-én megjelent a Hayley Williamsszel közös Stay the Night, amely top 20-as sláger lett Amerikában és szintén platina minősítést kapott. Lady Gaga Artpop című albumán újabb három dalnak volt a producere, ezek az Aura, a G.U.Y. és a Donatella. 2014. január 26-án Matthew Komával és Miriam Bryanttel dolgozott együtt, közösen kiadták a Find You-t, amely a Divergent című film soundtrackjén is helyet kapott. Július 3-án megjelent Ariana Grandéval közös szerzeménye, a Break Free, amely a 4. helyen debütált a Billboard Hot 100-as listán. Decemberben egy dokumentumfilm jelent meg Zeddről és 2013-as turnéjáról. A film Moment of Clarity címen jelent meg YouTube csatornáján keresztül.

### 2015–2016: True Colors
Egy hat hónapos szünet után bejelentette, hogy elkészült második stúdióalbuma. 2015. február 23-án Selena Gomezzel közösen kiadták az I Want You to Know című szerzeményt. A Zedd, Ryan Tedder és Kevin Drew által írt dal több mint egymillió példányban kelt el az Egyesült Államokban. Második kislemeze Beautiful Now címen jelent meg Jon Bellion közreműködésével 2015. május 13-án, két nappal később pedig megjelent az album is, amely első helyen debütált a Hot Dance Club Songs listán. A harmadik kislemez a Troye Sivannal közös Papercut lett, amely július 17-én jelent meg. Augusztustól novemberig Ázsiában, Európában és Észak-Amerikában koncertezett a True Colors turné keretein belül. A 2016-os Coachellán is fellépett. 2016. február 26-án kiadta a Candymant Aloe Blacckel. Július 15-én Hailee Steinfeld a Grey duó és Zedd közreműködésével kiadta a Starving című kislemezt.
2017-ben jótékonysági koncertet szervezett az American Civil Liberties Union szervezetnek, melyen olyan előadók léptek színpadra, mint Daya, Halsey, Macklemore, Tinashe és Skrillex. Február 23-án megjelent Alessia Carával közös szerzeménye, a Stay, amely hetedik helyre került a Billboard Hot 100 listáján, és 33. helyre a brit kislemezlistán. Július 6-án megjelent a Get Low, Liam Payne közreműködésével.

## Diszkográfia
- Clarity (2012)
- True Colors (2015)

## Turnék, koncertek
- Moment of Clarity turné (2013)
- True Colors turné (2015)
- Echo tour (2017–2018)
- Linkin Park and Friends – Celebrate Life in Honor of Chester Bennington (2017) – dobok a Crawling-ben

## Fordítás
Ez a szócikk részben vagy egészben  a   Zedd című angol Wikipédia-szócikk fordításán alapul.  Az eredeti cikk szerkesztőit annak laptörténete sorolja fel. Ez a jelzés csupán a megfogalmazás eredetét és a szerzői jogokat jelzi, nem szolgál a cikkben szereplő információk forrásmegjelöléseként.